# Julio Daniel Frías
Julio Daniel „Maleno” Frías Adame (ur. 29 marca 1979 w Ciudad Juárez) – meksykański piłkarz występujący na pozycji napastnika.

## Początki
Frías pochodzi z miasta Ciudad Juárez w stanie Chihuahua, leżącego na granicy meksykańsko-amerykańskiej. Miejscowość ta, nazywana czasem „światową stolicą morderstw”, słynie z wysokiego poziomu przestępczości – ogarnięta wojnami gangów narkotykowych i panującym powszechnie skorumpowaniem policji jest uznawana przez specjalistów za jedno z najniebezpieczniejszych miejsc na Ziemi. Zawodnik wychowywał się w cieszącej się wyjątkowo złą sławą dzielnicy Altavista; jego rodzice rozwiedli się, gdy był małym dzieckiem. Jako nastolatek przez trzy lata był członkiem gangu, działającego na terenie uboższych dzielnic oraz organizującego między innymi napady i wymuszenia. Zmagał się również z uzależnieniem od narkotyków. W wieku siedemnastu lat trafił do zakładu poprawczego dla młodzieży, zaś rok później po raz pierwszy został ojcem.
Równocześnie do działalności przestępczej Frías trenował piłkę nożną. Jako dwudziestolatek rozpoczął występy w amatorskich zespołach z niższych lig – czwartoligowym Soles de Ciudad Juárez oraz trzecioligowych Astros de Ciudad Juárez i Atlético Cihuatlán. Pracował w przygranicznej fabryce maquiladora, a następnie zdecydował się na nielegalną emigrację zarobkową do Stanów Zjednoczonych, do teksańskiego miasta El Paso, leżącego po drugiej stronie rzeki Rio Grande w stosunku do Ciudad Juárez. Tam znalazł zatrudnienie jako robotnik fizyczny i murarz podczas prac budowlanych.
Sam Frías po latach następująco opisywał swoje dzieciństwo:

Życie w Juárez jest bardzo trudne, szczególnie, gdy pochodzi się z biednej dzielnicy; dookoła jest pełno przemocy i narkotyków. W młodości należałem do gangu, brałem narkotyki, doświadczyłem wszystkiego po trochu. Narodziny pierwszego dziecka pomogły mi odbudować moje życie, a dzięki piłce nożnej stopniowo wydostawałem się z przestępczego środowiska. Poprzez futbol Bóg dał mi jeszcze jedną szansę, którą mam zamiar wykorzystać w stu procentach. Dzięki piłce nożnej mam zapewniony dach nad głową, codzienne wyżywienie i bezpieczeństwo dla rodziny [...]. Staram się być przykładem dla tych wszystkich młodych ludzi zmagających się z problemami z prawem – w ich wieku przechodziłem przez to samo, a teraz jestem profesjonalnym piłkarzem.

Pseudonim Fríasa, „El Maleno”, został mu nadany przez dziadka i w wolnym tłumaczeniu oznacza „faceta z sąsiedztwa” lub „ziomka”. Jako dziecko kibicował zespołowi Chivas de Guadalajara.

## Kariera klubowa

### El Paso Patriots
Podczas swojego pobytu w El Paso, Frías został zawodnikiem tamtejszego klubu El Paso Patriots, występującym na drugim szczeblu rozgrywek amerykańskich – A-League. W sezonie 2002, jako jeden z ważniejszych graczy formacji ofensywnej (strzelił dziewięć goli i zanotował trzy asysty), zajął z zespołem trzecie miejsce w grupie Pacific Division konferencji zachodniej. Z decydującej o tytule fazy play-off ekipa Patriots odpadła jednak już w pierwszej rundzie, ulegając w dwumeczu Minnesota Thunder (1:2, 1:1) – w pierwszym z tych spotkań Frías wpisał się na listę strzelców.

### Tigrillos Saltillo
Kilka miesięcy później Frías powrócił do Meksyku, podpisując umowę z drugoligowym zespołem Tigrillos Saltillo. W drużynie tej wybrał numer 99 na koszulce. Zadebiutował w niej 11 stycznia 2003 w przegranym 1:2 wyjazdowym spotkaniu 1. kolejki z Zacatecas, spędzając na placu gry pełne dziewięćdziesiąt minut, zaś pierwszą bramkę strzelił już w kolejnym meczu – osiem dni później w przegranej domowej 2:3 konfrontacji z Alacranes. Później wpisał się jeszcze na listę strzelców trzykrotnie – dwa razy w 4. kolejce z Cobras (5:0) i raz w 5. kolejce z Atlético Yucatán (2:1). Ogółem w barwach Tigrillos spędził pół roku, tworząc podstawowy duet napastników z Brazylijczykiem Valtencirem Gomesem; jego drużyna w wiosennym sezonie Verano 2003 zajęła czwarte miejsce w swojej grupie (na pięć klubów), przez co nie zdołała się zakwalifikować do ligowej fazy play-off.

### Cobras
W lipcu 2003 Frías został zawodnikiem klubu ze swojego rodzinnego miasta – drugoligowego Cobras de Ciudad Juárez. Tam zadebiutował 23 sierpnia 2003 w przegranym 2:4 wyjazdowym meczu 3. kolejki z Dorados (zmienił w 84. minucie Israela Ruiza), a premierowe trafienie zanotował siedem dni później, w wygranym 2:1 domowym pojedynku 4. kolejki z Alacranes. Drugiego i zarazem ostatniego gola w jesiennym sezonie Apertura 2003 zdobył w 6. kolejce z Lagartos (1:3). Ekipa Cobras, prowadzona wówczas przez Sergio Orduñę, okazała się natomiast rewelacją rozgrywek i dotarła aż do finału fazy play-off, gdzie jednak przegrała w dwumeczu po dogrywce z Dorados (3:2, 3:5).

### El Paso Patriots
W 2004 roku Frías po raz drugi w karierze dołączył do El Paso Patriots, tym razem grającego już na czwartym poziomie rozgrywkowym – USL Premier Development League. W sezonie 2004 zajął z nim pierwsze miejsce w grupie Mid South Division konferencji południowej, z play-offów odpadając w półfinale wskutek porażki z Cocoa Expos (4:5). Rozgrywki okazały się dla niego znacznie bardziej udane pod względem indywidualnym – z dwudziestoma pięcioma golami na koncie (zanotował ponadto sześć asyst) został królem strzelców PDL.
W sezonie 2005 Frías ponownie zajął z Patriots pierwszą lokatę w tabeli Mid South Division, po czym wygrał rozgrywki konferencji południowej po pokonaniu w finale Richmond Kickers Future (4:3). Zespołowi z El Paso nie udało się jednak sięgnąć po tytuł mistrza Premier Development League, gdyż w decydującym spotkaniu uległ po serii rzutów karnych zwycięzcy konferencji wschodniej – Des Moines Menace (0:0, 5:6 k). Sam Frías strzelił w przekroju całego sezonu siedemnaście goli i zanotował pięć asyst, zostając uznanym przez władze ligi najlepszym graczem (MVP) rozgrywek w oficjalnym plebiscycie. Wybrano go także do jedenastki sezonu (PDL All-League Team). W tym samym roku jedyny raz w karierze wziął również udział w ogólnokrajowym pucharze USA – US Open Cup. W pierwszej rundzie tych rozgrywek strzelił gola w konfrontacji z Orange County Blue Star (3:1), lecz Patriots odpadli z turnieju już w kolejnej, drugiej rundzie po porażce z Charlotte Eagles (1:4).
Podczas sezonu 2006 Patriots – pomimo udanych występów Fríasa (trzynaście goli i dwie asysty) – spisali się słabiej niż podczas ostatnich sezonów; po zajęciu dopiero trzeciej lokaty w Mid South Division nie zakwalifikowali się do play-offów. Łącznie Frías spędził w ekipie z El Paso cztery lata – w 59 ligowych spotkaniach strzelił 64 gole (średnia 1,08 bramki na mecz) i zanotował 16 asyst. Pozostaje najlepszym strzelcem w historii klubu i jest uznawany za jedną z jego największych legend.

## Statystyki kariery

### Klubowe
| El Paso Patriots | 2002      | Stany Zjednoczone | A-League   | 17   | 9   | —— | —— | —— | —— | —— | 17   | 9   |
| Tigrillos UANL   | 2002–2003 | Meksyk            | Ascenso MX |      | 4   | —— | —— | —— | —— | —— |      | 4   |
| Cobras           | 2003–2004 | Meksyk            | Ascenso MX |      | 2   | —— | —— | —— | —— | —— |      | 2   |
| El Paso Patriots | 2004      | Stany Zjednoczone | PDL        | 17   | 25  | —— | —— | —— | —— | —— | 17   | 25  |
| El Paso Patriots | 2005      | Stany Zjednoczone | PDL        | 11   | 17  |    | 1  | —— | —— | —— | 12≤  | 18  |
| El Paso Patriots | 2006      | Stany Zjednoczone | PDL        | 14   | 13  | —— | —— | —— | —— | —— | 14   | 13  |
| Indios           | 2006–2007 | Meksyk            | Ascenso MX | 16   | 7   | —— | —— | —— | —— | —— | 16   | 7   |
| Indios           | 2007–2008 | Meksyk            | Ascenso MX | 34   | 16  | —— | —— | —— | —— | —— | 34   | 16  |
| Indios           | 2008–2009 | Meksyk            | Liga MX    | 34   | 7   | —— | —— | —— | —— | —— | 34   | 7   |
| Indios           | 2009–2010 | Meksyk            | Liga MX    | 18   | 2   | —— | —— | —— | —— | —— | 18   | 2   |
| Indios           | 2010–2011 | Meksyk            | Ascenso MX | 9    | 2   | —— | —— | —— | —— | —— | 9    | 2   |
| Chiapas          | 2010–2011 | Meksyk            | Liga MX    | 6    | 1   | —— | —— | CL | 5  | 1  | 11   | 2   |
| Indios           | 2011–2012 | Meksyk            | Ascenso MX | 9    | 1   | —— | —— | —— | —— | —— | 9    | 1   |
| Meksyk           | Meksyk    | Meksyk            | Meksyk     | 126< | 42  | —— | —— | CL | 5  | 1  | 131< | 43  |
| USA              | USA       | USA               | USA        | 59   | 64  | 1≤ | 1  | —— | —— | —— | 60≤  | 65  |
| Ogółem           | Ogółem    | Ogółem            | Ogółem     | 185< | 106 | —— | —— | CL | 5  | 1  | 191< | 107 |

- CL – Copa Libertadores

## Osiągnięcia

### Cobras
- Drugie miejsce
  - Ascenso MX: 2003 (A)

### El Paso Patriots
- Zwycięstwo
  - PDL Mid South Division: 2004, 2005
  - PDL Southern Conference: 2005
- Drugie miejsce
  - Premier Development League: 2005

### Indios
- Zwycięstwo
  - Ascenso MX: 2007 (A)
  - Campeón de Ascenso: 2008

### Indywidualne
- Najlepszy piłkarz Premier Development League: 2005
- Król strzelców Premier Development League: 2004
- Najlepsza jedenastka Premier Development League: 2005

## Styl gry
Frías był prawonożnym, szybkim i dynamicznym napastnikiem, dysponującym skutecznym strzałem z dystansu i dobrze grającym głową.

## Życie prywatne
Frías jest żonaty z Claudią, mają dwóch synów – Davida i Isaaca.